# 新北市區公車856路線暨台灣好行黃金福隆線
新北市區856路線，由基隆客運營運，起點為瑞芳，經由九份、金瓜石、金水公路、北濱公路等路線，終點為馬崗。

## 簡介
- 此路線於2011年6月4日開通，為交通部觀光局輔導的台灣好行黃金福隆線
- 2020年8月1日起終點端由福隆延駛至馬崗[1]
- 2021年8月24日起調整班次[2]

## 備註
- 本車售有一日套票，一張新台幣50元，一日內可無限次數搭乘
- 此路線並非每一個沿線的觀光景點都有停，詳細旅遊地點請上交通部觀光局查詢
- 因水湳洞地區公共運輸較不便，金瓜石至水湳洞間實質上隨招隨停

## 外部連結
- 基隆客運 （页面存档备份，存于）
- 大臺北公車856(台灣好行-黃金福隆線)
- 暢行台北公車客運資訊站的Facebook專頁